# Баркук
Аль-Малік аз-Захір Сайф ад-Дін Баркук (араб. الملك الظاهر سيف الدين برقوق; бл. 1339–1399) — мамелюкський султан Єгипту, засновник династії Бурджитів.

## Життєпис
Був черкесом за походженням. Відомо, що у дитинстві був пастухом. Потім його викрали пірати та як раба продали у Криму мамелюкському агенту. Баркук прийняв іслам та разом з іншими невільниками був відправлений до Сирії, де навчався володіти зброєю та їзді верхи, вивчав Коран й арабську мову, перевершивши своїх товаришів з усіх дисциплін. Баркук набув значного впливу у касті мамелюків, після чого султан викликав його до Каїра та призначив вихователем дітей правителя, а також отримав чин еміра. Після смерті султана Шабана II мамелюки возвели на престол його малолітнього сина Алі, а реальна влада у державі зосередилась у руках Баркука.
1382 року трон перейшов до брата Алі, Хаджжі II, але за короткий час він був повалений мамелюками, які проголосили султаном Баркука. 1389 Баркука усунули від влади сирійські мамелюки та ув'язнили його. Невдовзі у Єгипті почались бої між різними мамелюкськими угрупуваннями, й Баркук скористався такою ситуацією. Утікши з в'язниці, він з великим військом черкесів і бедуїнів 1390 року в результаті кількох битв зайняв Каїр і повернув собі трон.
У той час Тимур, який уже підкорив половину Азії, відрядив 1393 року до Баркука послів, вимагаючи покірності, але султан стратив посланців, уклавши союзну угоду з османським правителем Баязідом I, після чого почав готуватись до війни. 1395 року Баркук, очікуючи на вторгнення, зібрав велике військо та вирушив до Сирії. Утім, Тамерлан був змушений повернутись до Індії, й війна між ним і мамелюками не відбулась.
Під час свого другого царювання Баркук відновив порядок у Єгипті, виправив фінансове становище, підійняв землеробство, заохочував науки, збудував у Каїрі медресе з безкоштовним навчанням, йому вдалося замінити майже всіх наїбів (губернаторів) та високопосадовців членами власного дому чи роду. 1399 року Баркук помер, був похований у збудованому ним архітектурному комплексі, що включав мечеть, медресе й ханаку. Після смерті Баркука трон перейшов до його сина Фараджа, а його нащадки правили Єгиптом до 1517 року.